# 国際自由大隊
国際自由大隊 (英語: International Freedom Battalion;トルコ語: Enternasyonalist Özgürlük Taburu; クルド語: Tabûra Azadî ya Înternasyonal; アラビア語: تابور الحرية العالمي)は、左翼思想のもとシリア民主軍およびその中核となるシリアのクルド人武装勢力と共闘する外国人義勇兵組織。
複数の義勇兵組織が併合して結成されており、トルコ人や欧米人が所属している。スペイン内戦時代の国際旅団に倣っているとされている。

## 主な構成組織
- 連合自由部隊
- マルクス・レーニン主義共産党 (トルコ)
- トルコ労働者貧農解放軍
- 毛沢東主義共産党 (トルコ)

トルコ人で構成。またこれらの武装組織にはアメリカ人やドイツ人など欧米人も所属する。
- マルクス・レーニン党

スペイン人で構成された組織。
- ヘンリ・クラスキ旅団

フランス人で構成された組織。
- ボブ・クロウ旅団

イギリス人やアイルランド人で構成された組織。
- クィア暴動と解放軍

LGBT当事者らによって構成された組織。
- 国際主義連帯革命同盟

ギリシャ人で構成された組織。
- 闘争アナーキスト

イタリア人で構成された組織。

## ギャラリー

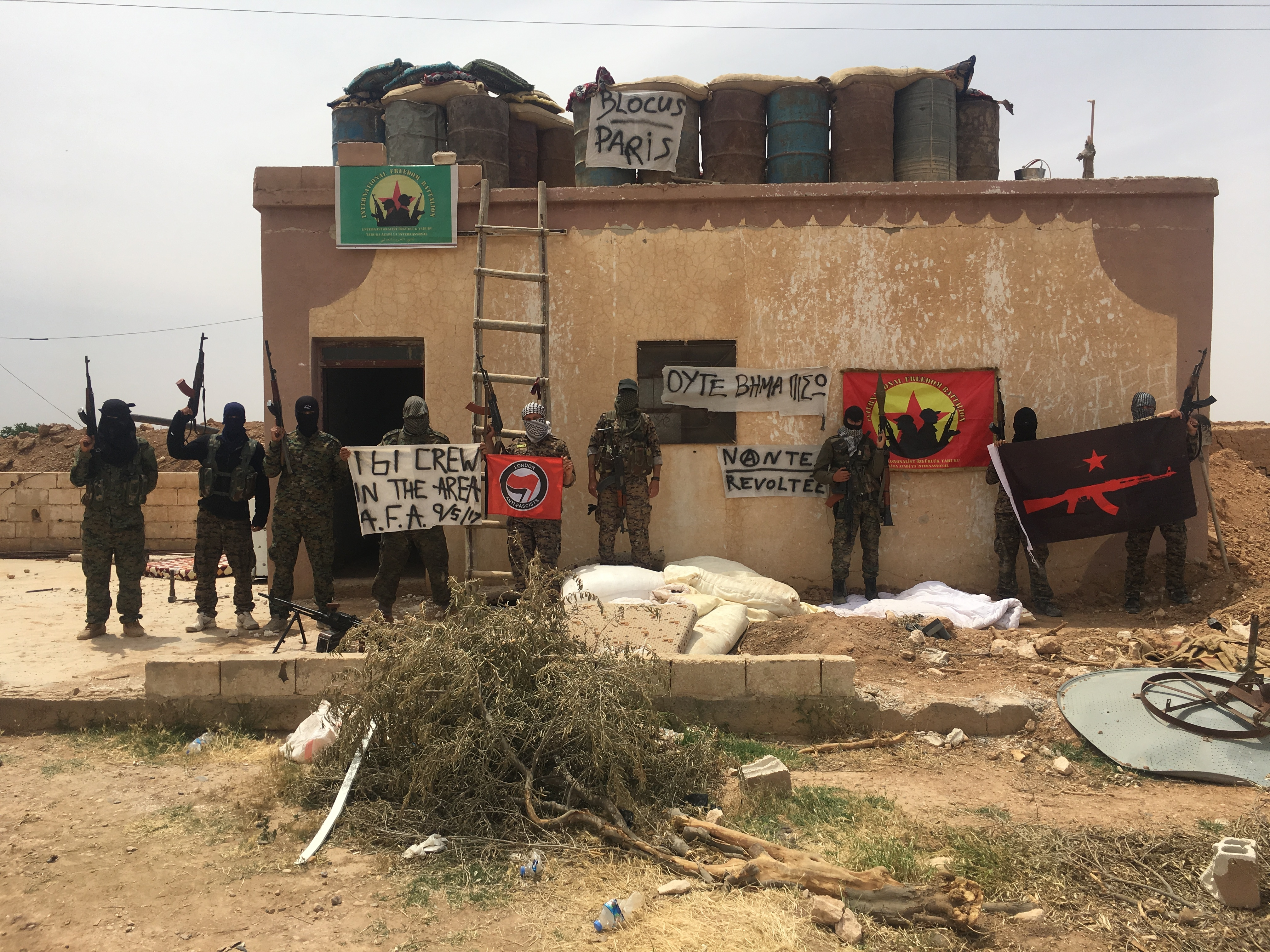
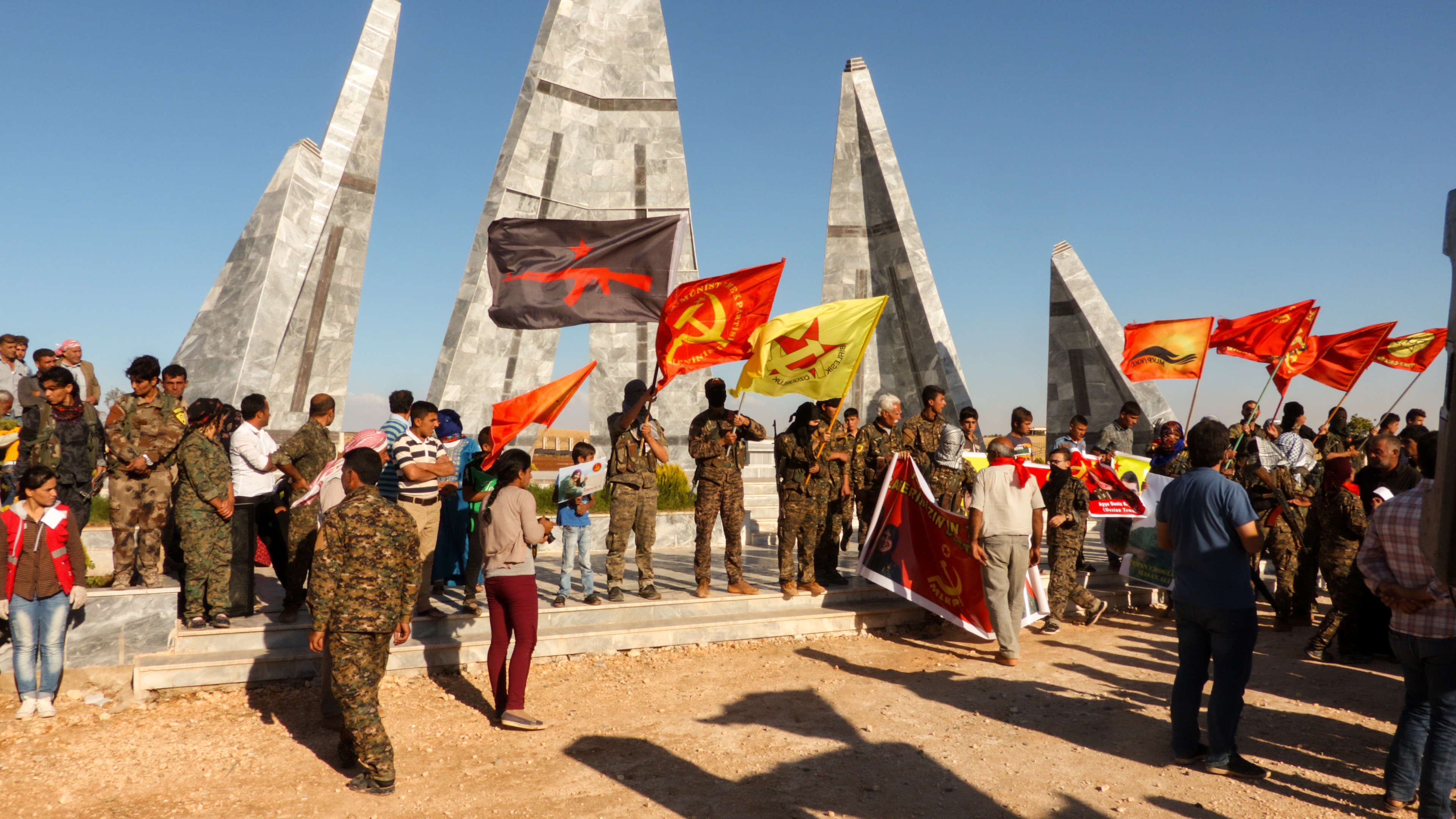
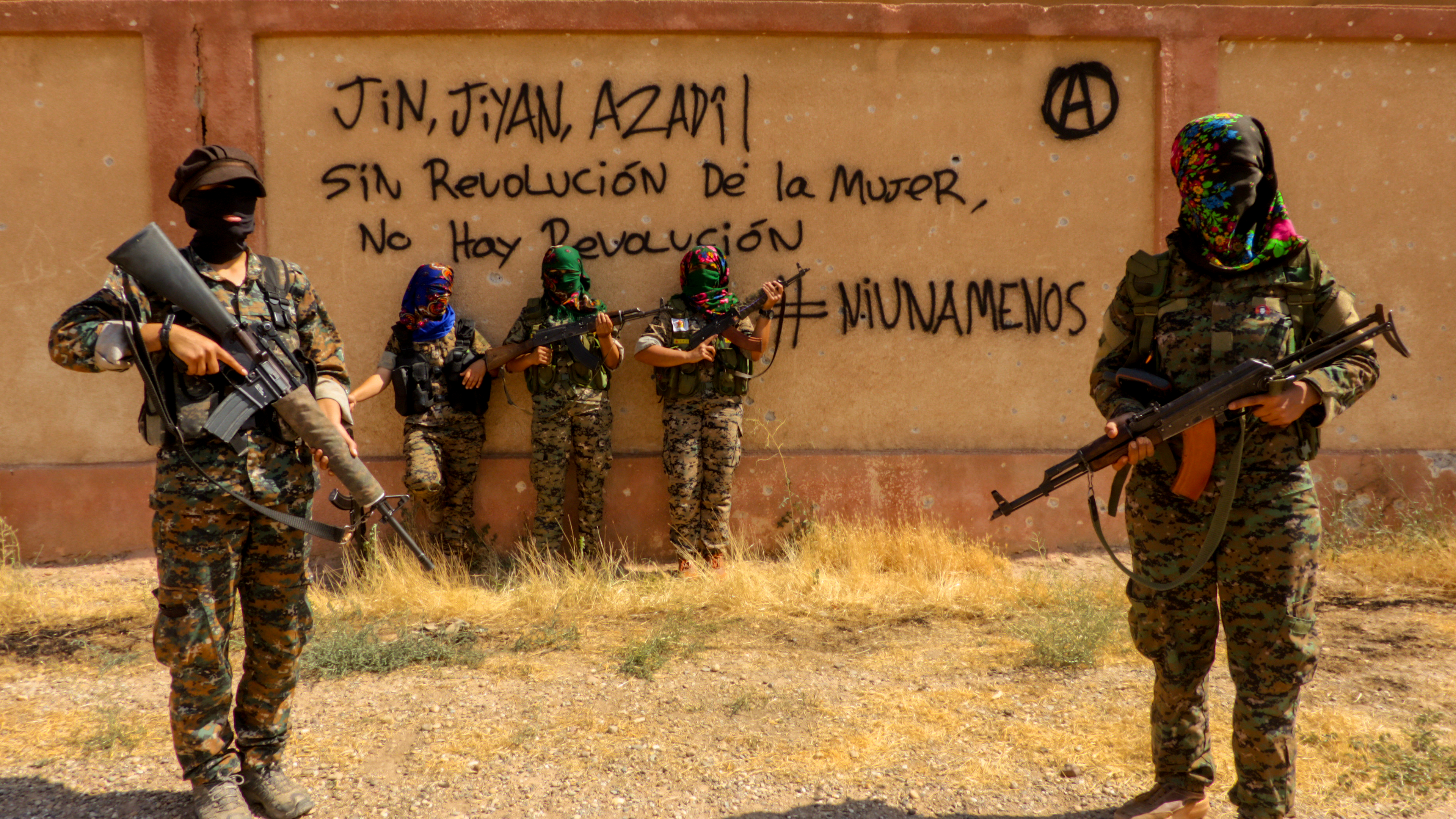
YPJとIFBの女性義勇兵。
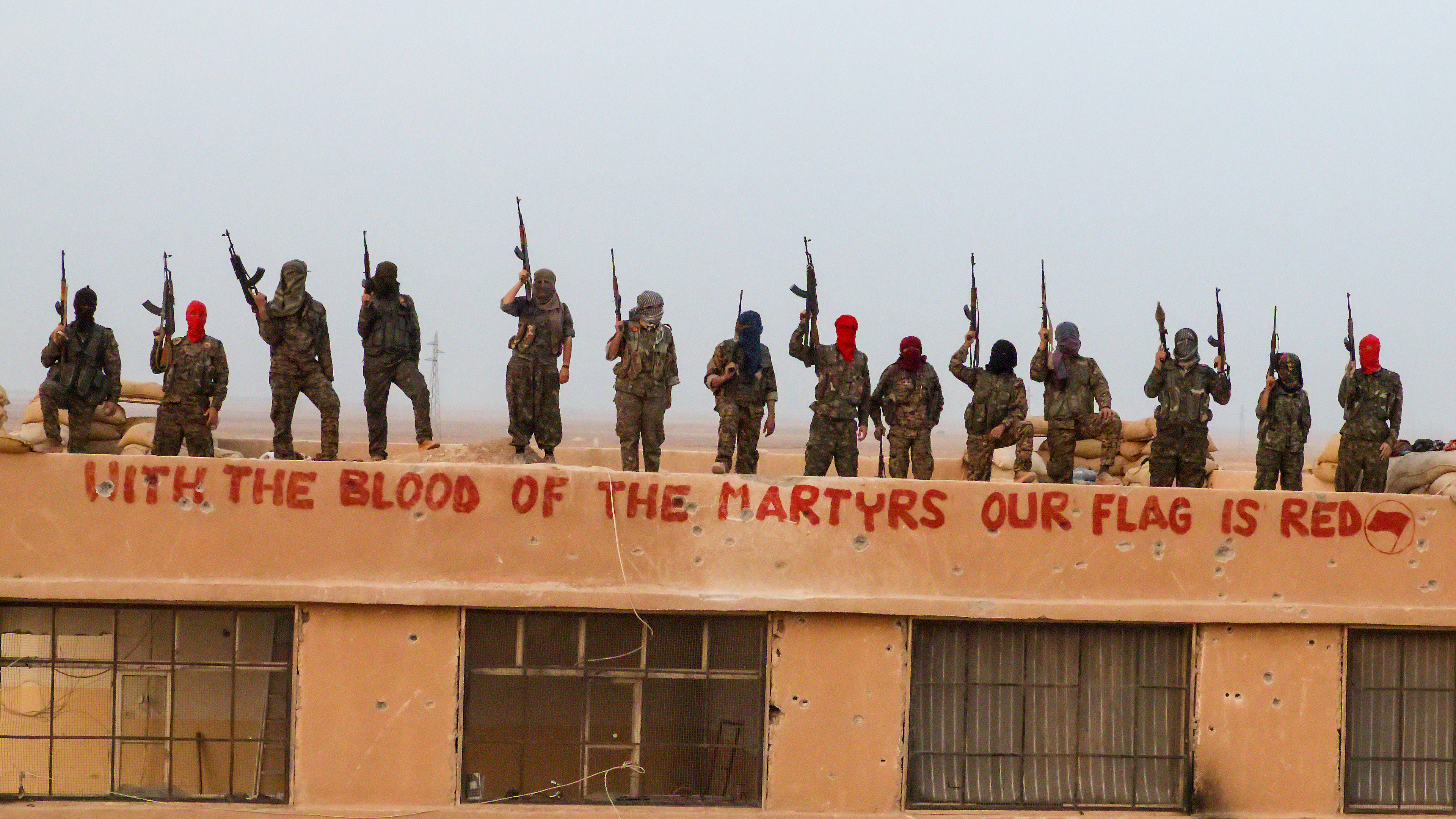
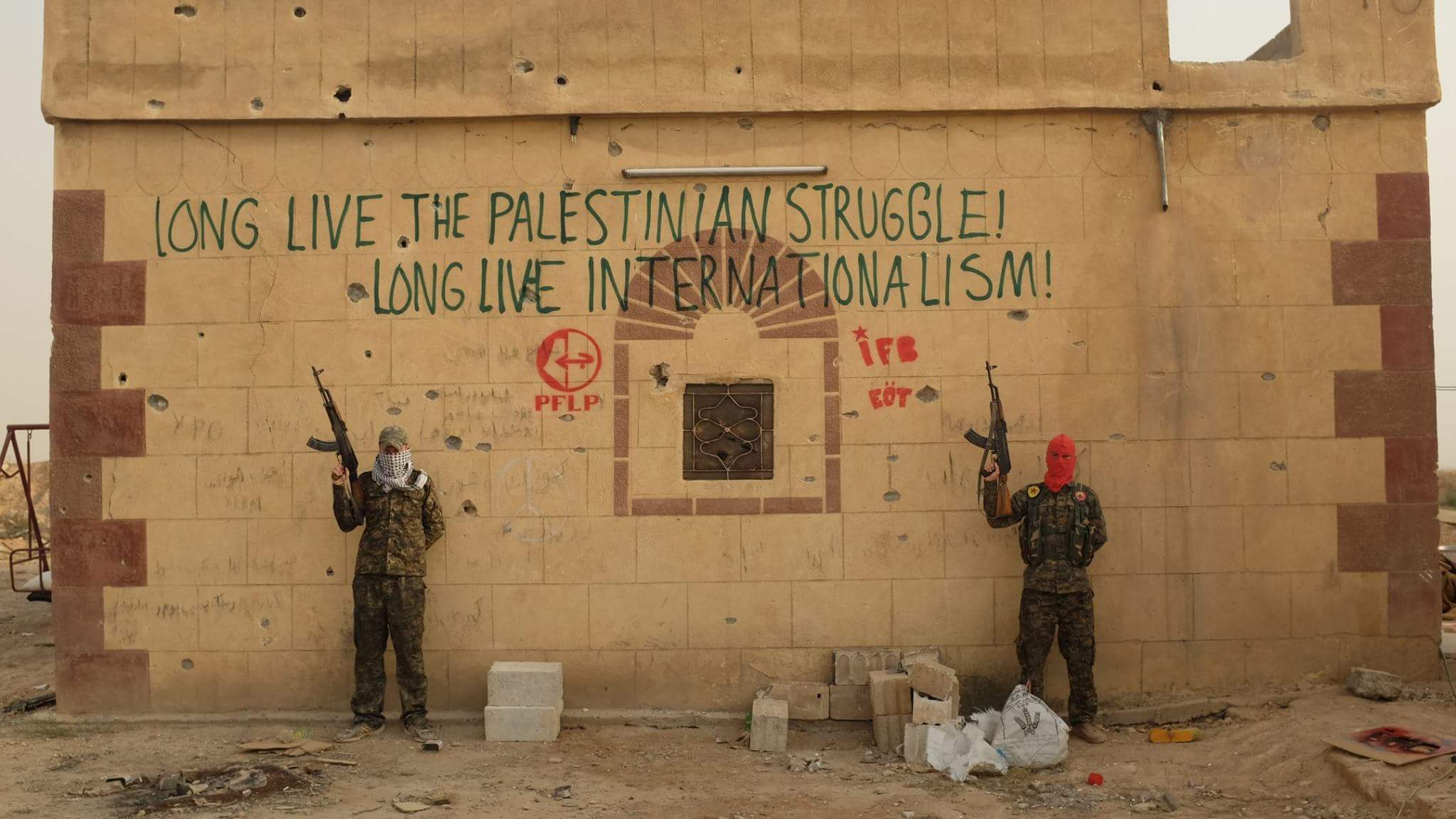
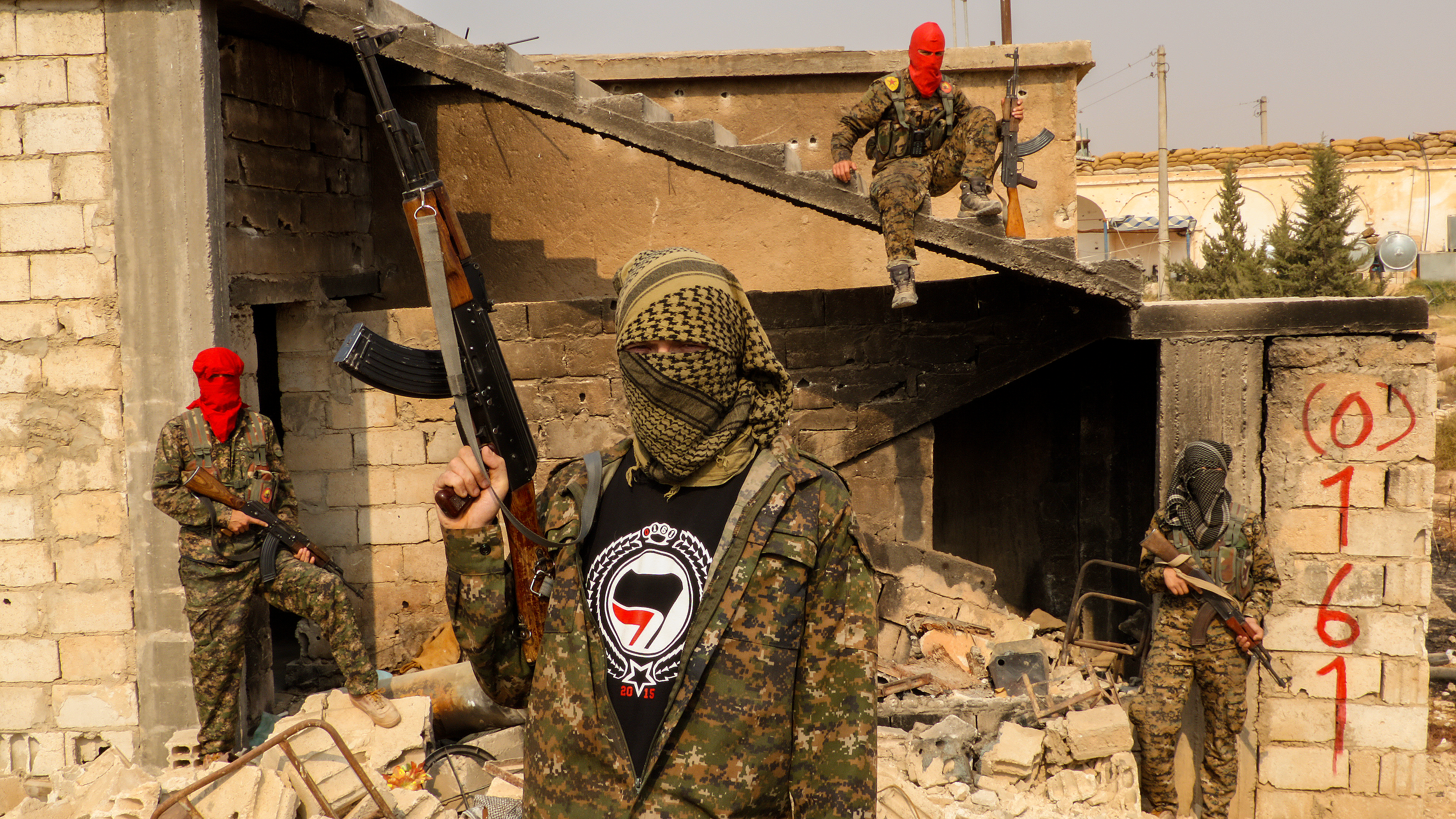
ボブ・クロウ旅団のイギリス人義勇兵。ANTIFAのTシャツを着用。